# Архиепархия Масейо
Архиепархия Масейо (лат. Archidioecesis Maceiensis) — архиепархия Римско-католической церкви c центром в городе Масейо, Бразилия. В митрополию Масейо входят епархии Палмейра-дуз-Индиуса, Пенеду. Кафедральным собором архиепархии Масейо является собор Пресвятой Девы Марии.

## История
2 июля 1900 года Римский папа Лев XIII издал буллу Postremis hisce temporibus, которой учредил епархию Алгоаса, выделив её из епархии Олинды (сегодня — Архиепархия Олинды-и-Ресифи). В этот же день епархия Алгоаса вошла в митрополию Сан-Салвадора-да-Баия.
5 декабря 1910 года епархия Алгоаса вошла в митрополию Олинды.
3 апреля 1916 года епархия Алгоаса передала часть своей территории новой епархии Пенеду.
25 августа 1917 года епархия Алгоаса была переименована в епархию Масейо.
13 февраля 1920 года епархия Масейо была возведена в ранг архиепархии.
10 февраля 1962 года архиепархия Масейо передала часть своей территории новой епархии Палмейра-дуз-Индиуса.

## Ординарии архиепархии
- епископ Antônio Manoel de Castilho Brandão (5.06.1901 — 15.03.1910);
- архиепископ Manoel Antônio de Oliveira Lopes (26.11.1910 — 27.07.1922);
- архиепископ Santino Maria da Silva Coutinho (19.01.1923 — 10.01.1939);
- архиепископ Ranulfo da Silva Farias (5.08.1939 — 19.10.1963);
- архиепископ Adelmo Cavalcante Machado (19.10.1963 — 24.11.1976);
- архиепископ Miguel Fenelon Câmara Filho (24.11.1976 — 7.10.1984) — назначен архиепископом Терезины;
- архиепископ José Lamartine Soares (2.04.1985 — 18.08.1985);
- архиепископ Edvaldo Gonçalves Amaral (24.10.1985 — 3.07.2002);
- архиепископ José Carlos Melo (3.07.2002 — 22.11.2006);
- архиепископ Antonio Muniz Fernandes (22.11.2006 — по настоящее время).

## Источник
- Annuario Pontificio, Ватикан, 2007